# Open du Pays d'Aix 2020
L'Open du Pays d'Aix 2020 è stato un torneo maschile di tennis giocato sulla terra rossa. È stata la 7ª edizione del torneo, facente parte della categoria Challenger nell'ambito dell'ATP Challenger Tour 2020. È stato giocato al Country Club Aixois di Aix-en-Provence, in Francia, dal 7 al 13 settembre 2020.

## Partecipanti

### Teste di serie
| Nazionalità | Giocatore               | Ranking* | Testa di serie |
| ----------- | ----------------------- | -------- | -------------- |
| Francia     | Gilles Simon            | 52       | 1              |
| Uruguay     | Pablo Cuevas            | 61       | 2              |
| Italia      | Gianluca Mager          | 80       | 3              |
| Bolivia     | Hugo Dellien            | 97       | 4              |
| Spagna      | Roberto Carballés Baena | 101      | 5              |
| Australia   | Alexei Popyrin          | 102      | 6              |
| Argentina   | Federico Coria          | 103      | 7              |
| Italia      | Marco Cecchinato        | 108      | 8              |

* Ranking al 31 agosto 2020.

### Altri partecipanti
I seguenti giocatori hanno ricevuto una wild card per il tabellone principale:
- Quentin Halys
- Harold Mayot
- Gilles Simon

Il seguente giocatore è entrato in tabellone con il ranking protetto:
- Dustin Brown

I seguenti giocatori sono entrati in tabellone come special exempt:
- Daniel Altmaier
- Oscar Otte

I seguenti giocatori sono passati dalle qualificazioni:
- Roberto Cid Subervi
- Hugo Gaston
- Renzo Olivo
- Elias Ymer

I seguenti giocatori sono entrati in tabellone come lucky loser:
- Ruben Bemelmans
- Arthur Cazaux

## Punti e montepremi
| Torneo    | Torneo              | V      | F      | SF    | QF    | 2T    | 1T    | Q | Q2  | Q1  |
| Singolare | Punti               | 125    | 75     | 45    | 25    | 10    | 0     | 5 | 1   | 0   |
| Singolare | Premi in denaro (€) | 18 290 | 10 770 | 6 370 | 3 710 | 2 180 | 1 320 | - | 660 | 330 |
| Doppio    | Punti               | 125    | 75     | 45    | 25    | -     | 0     | - | -   | -   |
| Doppio    | Premi in denaro (€) | 7 870  | 4 570  | 2 740 | 1 630 | -     | 920   | - | -   | -   |

## Campioni

### Singolare
Oscar Otte ha sconfitto in finale  Thiago Seyboth Wild con il punteggio di 6–2, 6(4)–7, 6–4.

### Doppio
- Andrés Molteni /  Hugo Nys hanno sconfitto in finale  Ariel Behar /  Gonzalo Escobar con il punteggio di 6–4, 7–6(4).